# Yehvann Diouf
Yehvann Djibril Victor Diouf (Montreuil, Francia, 16 de noviembre de 1999) es un futbolista franco-senegalés. Juega de portero y su equipo es el O. G. C. Niza de la Ligue 1.

## Trayectoria
Formado en las inferiores del E. S. Troyes A. C., firmó contrato con el club el 8 de septiembre de 2016, con 16 años y 297 es el jugador más joven en fichar por el club. Debutó en la Ligue 2 el 17 de mayo de 2019 ante el A. C. Ajaccio.
En julio de 2019 firmó por cuatro años con el Stade de Reims. Permaneció en el club durante seis campañas y en julio de 2025 se unió al O. G. C. Niza.

## Selección nacional
Nacido en Francia de padre senegalés y madre polaca, Diouf fue internacional juvenil por Francia. Disputó el Campeonato Europeo de la UEFA Sub-19 2018.
El 19 de marzo de 2025, su solicitud de cambiar su lealtad internacional a Senegal fue aprobada por la FIFA.

## Estadísticas
Actualizado al último partido disputado el 12 de agosto de 2025.
| Club                       | Div.          | Temporada     | Liga  | Liga  | Copas nacionales | Copas nacionales | Copas internacionales | Copas internacionales | Total | Total |
| Club                       | Div.          | Temporada     | Part. | Goles | Part.            | Goles            | Part.                 | Goles                 | Part. | Goles |
| -------------------------- | ------------- | ------------- | ----- | ----- | ---------------- | ---------------- | --------------------- | --------------------- | ----- | ----- |
| E. S. Troyes A. C. Francia | 2.ª           | 2018-19       | 1     | 0     | 0                | 0                | —                     | —                     | 1     | 0     |
| E. S. Troyes A. C. Francia | Total club    | Total club    | 1     | 0     | 0                | 0                | 0                     | 0                     | 1     | 0     |
| Stade de Reims Francia     | 1.ª           | 2019-20       | 0     | 0     | 0                | 0                | —                     | —                     | 0     | 0     |
| Stade de Reims Francia     | 1.ª           | 2020-21       | 2     | 0     | 1                | 0                | 0                     | 0                     | 3     | 0     |
| Stade de Reims Francia     | 1.ª           | 2021-22       | 0     | 0     | 3                | 0                | —                     | —                     | 3     | 0     |
| Stade de Reims Francia     | 1.ª           | 2022-23       | 31    | 0     | 3                | 0                | —                     | —                     | 34    | 0     |
| Stade de Reims Francia     | 1.ª           | 2023-24       | 34    | 0     | 0                | 0                | —                     | —                     | 34    | 0     |
| Stade de Reims Francia     | 1.ª           | 2024-25       | 36    | 0     | 5                | 0                | —                     | —                     | 41    | 0     |
| Stade de Reims Francia     | Total club    | Total club    | 103   | 0     | 12               | 0                | 0                     | 0                     | 115   | 0     |
| O. G. C. Niza Francia      | 1.ª           | 2025-26       | 0     | 0     | 0                | 0                | 2                     | 0                     | 2     | 0     |
| O. G. C. Niza Francia      | Total club    | Total club    | 0     | 0     | 0                | 0                | 2                     | 0                     | 2     | 0     |
| Total carrera              | Total carrera | Total carrera | 104   | 0     | 12               | 0                | 2                     | 0                     | 118   | 0     |